# Vera Singer
Vera Singer (geb. Adler; * 14. März 1927 in Berlin; † 27. November 2017) war eine deutsche Malerin und Grafikerin.

## Leben und Werk
Vera Adler kam aus einer wohlsituierten jüdischen, sozialdemokratisch gesinnten, Berliner Familie. Ihr Vater emigrierte 1933 nach Paris. Ihre Mutter folgte ihm 1938 kurz vor Kriegsausbruch mit den beiden Töchtern. Vera besuchte in Frankreich die Schule und fand Anschluss an eine kleine kommunistische Gruppe. Nachdem sie an Tuberkulose erkrankt war, kam sie 1942 in eine Lungenheilstätte an den Bielersee, dann zu einer „alten Dame mit Bibliothek“ in Ascona. In Ascona traf sie Stephan Hermlin, mit dem sie sich anfreundete. Sie bekam Kontakt zu Insassen des Emigranten-Internierungslager im Maggiatal, von denen sie Schriften von Marx und Engels zum Lesen erhielt. In Lugano erhielt Vera Singer eine erste künstlerische Ausbildung bei Imre Reiner. Durch Vermittlung des Kinderhilfswerks fand sie 1944 Aufnahme an die Kunstgewerbeschule Zürich und wurde Schülerin von Max Gubler und Johannes Itten. In Zürich entwickelten sich enge Freundschaften zu Emigranten aus Deutschland, u. a. Teo Otto, der ihr Freikarten für Aufführungen des Schauspielhauses Zürich schenkte. Im Umfeld der Bewegung Freies Deutschland lernte sie Hans Singer kennen. Dieser ging im Dezember 1945 nach Nürnberg, sie folgte im Januar. 1946 zogen sie nach München, wo sie heirateten. Von 1946 bis 1947 studierte Vera Singer bei Hans Gött und Toni Stadler an der Akademie der Bildenden Künste München.
1948 zog sie mit ihrem Mann nach Ostberlin. Dort studierte sie von 1948 bis 1951 bei Ernst Rudolf Vogenauer, Herbert Behrens-Hangeler und Arno Mohr an der Kunsthochschule Berlin-Weißensee. 1950 bekam sie das Goethe-Stipendium. Wegen ihrer guten Leistungen erhielt sie nach Abschluss des Studiums ein Atelier auf den Dächern der gerade fertiggestellten Stalin-Allee. Von 1952 bis 1955 war Vera Singer Meisterschülerin bei Max Lingner an der Akademie der Künste der DDR. Ab 1956 arbeitete sie als freischaffende Malerin und Grafikerin. Dabei wollte sie ganz bewusst mit ihren künstlerischen Mitteln am Wiederaufbau mitwirken. Zusammen mit Gerhard Moll schuf sie mehrere Wandbilder. Ein für das Kulturhaus des Berliner Großbetriebs Bergmann-Borsig vorgesehenes Wandbild („Karl Liebknecht spricht zu den Borsig-Arbeitern“) wurde als formalistisch und wegen „Mangel an Lebensechtheit und begeisternder Wirkung“ abgelehnt und 1959 verdeckt und überputzt. Danach erhielt sie keine derartigen Aufträge mehr.
Von 1959 bis 1962 war Vera Singer Dozentin an der Fachschule für Bekleidungsindustrie in Berlin. Nachdem ihr Mann 1963 eine Leitungsfunktion im Chemiekombinat Buna-Werke erhalten hatte, zog sie mit ihm nach Schkopau. Dort arbeitete sie wieder als Malerin, von 1964 bis 1970 mit einem Werkvertrag mit dem Buna-Werk. Sie sah in der künstlerischen Arbeit in den Betrieben ihre gesellschaftliche Aufgabe. In dieser Zeit schuf sie eine Vielzahl von Werken, vor allem Porträts und Arbeitsdarstellungen, u. a. den sechsteiligen Zyklus von Ölbildern „Buna-Aphorismen“. Diesem Themenkreis blieb sie bis zum Ende der DDR treu. Es entstanden nun aber auch öfter Stillleben oder Porträts befreundeter Menschen. Nach dem Ableben ihres Mannes zog Vera Singer wieder nach Berlin und arbeitete weiter künstlerisch. Ihr Atelier in der früheren Stalinallee musste sie 1990 räumen.
Vera Singer war u. a. Mitglied der SED und von 1954 bis 1990 Mitglied des Verband Bildender Künstler der DDR. Sie hatte in der DDR eine bedeutende Anzahl von Einzelausstellungen und Ausstellungsbeteiligungen, u. a. 1967/1968 an der VI. Deutschen Kunstausstellung und 1972/1973 an der VII. Kunstausstellung der DDR in Dresden. 1971 nahm sie am Internationale Symposium der Bildenden Kunst in Piešťany teil.
„Nach dem Ende der DDR fragte sich Vera Singer verunsichert, ob sie nun alle ihre Jahre im Irrtum verbracht habe. Ihr Malduktus und der Bildinhalt verändern sich mit der Nachricht vom Mauerfall schlagartig.“

## Ehrungen (Auswahl)
- 1965: Medaille für ausgezeichnete Leistungen

- 1970: Silbermedaille der Pariser Société d’Éducation et d’Encouragement
- 1985: Verdienstmedaille der DDR

## Rezeption
„Als Malgrund verwendet die Künstlerin für ihre Bilder durchwegs Hartfaserplatten. Die als ‚Mischtechnik‘ bezeichnete Anwendung basiert in der Regel auf Eitempera, also Eigelb, Wasser und Leinöl. Dadurch erhalten die Werke die für Vera Singer typische pastose, flächige Deckkraft. Der Pinselduktus gewinnt im wasserhaltigen Lavieren die charaktervolle Tektonik.“
„Die Bilder, die Vera Singer nach den Novemberwochen 1989 malte und in denen sie Gesichter erstarren ließ, zählen zu den eindrücklichsten in ihrem Schaffen. Das Ungewisse ist den dargestellten Personen in die Gesichter geschrieben, oft fehlen Kontur und Farbe. Im Gegensatz zu den stark und nah erfassten Porträts von Werktätigen aus den Werken BUNA in Schkopau sind Alltag und Selbstverständnis gegenüber der Welt ins Schweben gekommen.“

## Werke (Auswahl)

### Tafelbilder
- Genosse Benda, Parteisekretär (1964, Mischtechnik)[4]
- Auf der Bank (1965, Öl)[5]
- Essenausgabe (1965, Öl, 50 × 60 cm)[6]
- Kindergärtnerin (1967, Öl; auf der VI. Deutschen Kunstausstellung)[7]
- Betriebsstilleben (1970, Mischtechnik, 80 × 55 cm; auf der VII. Kunstausstellung der DDR)[8]

- Genosse Prof. Dr. Robert Ganse (Öl; auf der VII. Kunstausstellung der DDR)[9]
- Tänzer J. W. (1979, Öl; Berlinische Galerie, Berlin)[10]
- Porträt der Tänzerin Hannelore Bey (1986, Öl, Berlinische Galerie)[11]
- Epilog (1990, Triptychon; Öl; Berlinische Galerie)[12]
- Angelegte Gruppe. Innere Not nach dem Mauerfall (1990, Eitempera)[13]

### Baubezogene Werke
- Frieden der Völker (Wandbild, 1955/1956; mit Gerhard Moll; im heutigen Gebrüder Montgolfier-Gymnasium, Berlin, Ellernweg 20–22)

## Einzelausstellungen (unvollständig)
- 1972: Bernburg, Schloßmuseum
- 1972 und 1978: Berlin, Galerie im Turm
- 2007: Berlin, Inselgalerie („Zum 80.“, mit Jyotika Sehgal)[14]
- 2010: Berlin, GBM-Galerie („Menschenbilder“, Arbeiten auf Papier)
- 2015: Rapperswil, Kunstzeughaus („Mauerfall und Bilderreisen“; mit Thomas Kern)